# فان بورن (ويسكونسن)
فان بورن (بالإنجليزية: Van Buren, Wisconsin)‏ هي منطقة سكنية تقع في الولايات المتحدة في مقاطعة غرانت (ويسكونسن).  يقدر عدد سكانها   وترتفع عن سطح البحر 199.95 متر.